# Trent Dilfer
Trent Farris Dilfer (* 13. März 1972 in Santa Monica, Kalifornien) ist ein ehemaliger US-amerikanischer American-Football-Spieler auf der Position des Quarterbacks. Er spielte unter anderem für die Baltimore Ravens und die San Francisco 49ers in der National Football League (NFL).

## College
Dilfer, Spitzname: „General Trent“, spielte bereits auf der High School Football. Nachdem er ein Stipendium an der California State University in Fresno erhalten hatte, spielte er bei den Fresno State Bulldogs als Quarterback College Football. Bereits dort fiel er den Scouts der NFL auf. In seinem vorletzten Studienjahr wurde er zum Angriffsspieler des Jahres gewählt. Ferner stellte er einen NCAA Rekord auf – er hatte 271 Passversuche ohne eine Interception.

## Profikarriere
Dilfer wurde in der NFL Draft 1994 durch die Tampa Bay Buccaneers in der ersten Runde an sechster Stelle verpflichtet. Diese Verpflichtung von einem der schlechtesten Teams der Liga sollte sich für ihn zunächst nicht als vorteilhaft erweisen. Seine persönlichen Statistiken waren schlecht, erst im Jahr 1997, nachdem Tony Dungy ein Jahr zuvor das Amt des Head Coachs übernommen hatte, gelang der Mannschaft der Einzug in die Play-offs, wo sie in der zweiten Runde an den Green Bay Packers unter Coach Mike Holmgren und Quarterback Brett Favre mit 21:7 scheiterte. In diesem Jahr zeigten sich Dilfers persönliche Werte stark verbessert. Sein Quarterback Rating stieg von 64,8 im Vorjahr auf 82,8. Er erzielte dabei 21 Touchdowns bei elf Interceptions.
1999 konnte die Mannschaft aus Tampa mit ihrem Ersatzspielmacher Shaun King in das NFC Championship Game einziehen, scheiterte aber knapp am späteren Super Bowl Gewinner St. Louis Rams, die von Dick Vermeil trainiert und Kurt Warner angeführt wurden, mit 11:6. Dilfer, der im Laufe der Saison eine Verletzung erlitten hatte, wurde nach der Spielrunde an die Baltimore Ravens abgegeben, da die Verantwortlichen der Buccaneers Shaun King die besseren Perspektiven zutrauten.
Die Verpflichtung von Dilfer sollte sich für die Ravens und deren Coach Brian Billick als Glücksfall erweisen. Zunächst fand Dilfer Verwendung als Ersatzmann für Tony Banks, übernahm dann aber im Laufe der Runde nach einer Niederlagenserie das Amt des Starting-Quarterbacks und führte die Mannschaft in das AFC Championship Game gegen die Oakland Raiders, die sich mit ihrem Coach Jon Gruden und ihrem Quarterback Rich Gannon mit 16:3 geschlagen geben mussten. Den anschließenden Super Bowl XXXV konnte die Mannschaft aus Baltimore gegen die von Kerry Collins angeführten und von Jim Fassel trainierten New York Giants mit 34:7 gewinnen. Dilfer hatte einen Touchdown zum Erfolg beigetragen. Für die Fans der Mannschaft vollkommen überraschend wurde Dilfer nach dem Gewinn des Super Bowls entlassen und durch Elvis Grbac ersetzt, der allerdings nie an Dilfers Leistungen herankam.

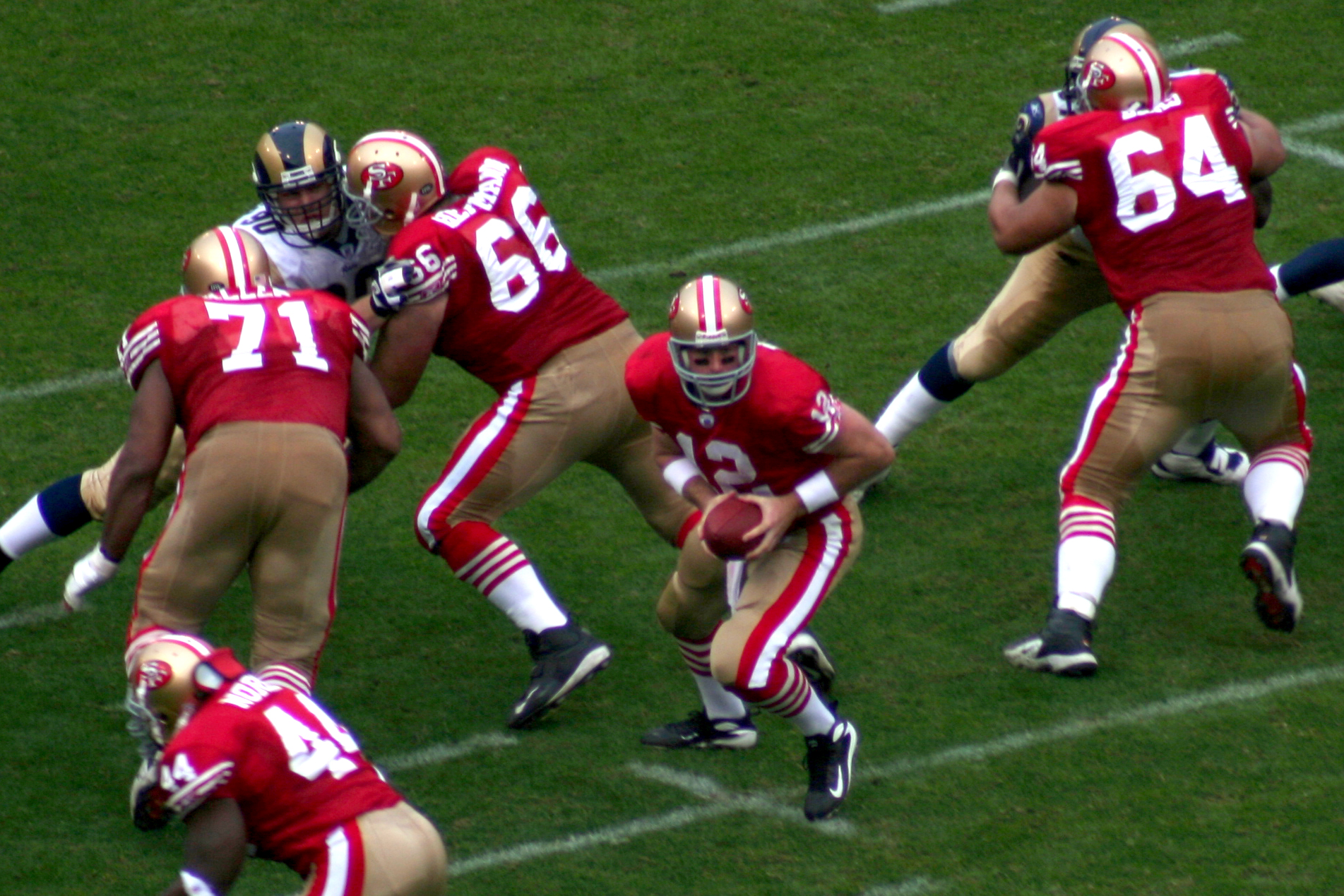
Trent Dilfer bei den 49ers, 2007

Nach seiner Entlassung bei den Ravens spielte Dilfer zunächst von 2001 bis 2004 als Ersatzmann von Matt Hasselbeck bei den Seattle Seahawks und konnte diesen zeitweise von der Position des Starting-Quarterbacks verdrängen. Verletzungen warfen ihn aber immer wieder zurück, und 2005 wurde er an die Cleveland Browns abgegeben. Nach einem Disput mit einem Assistenztrainer wechselte er von den Browns zu den San Francisco 49ers und sollte dort helfen, den Nachwuchsquarterback Alex Smith an die Spitze heranzuführen. 2008 wurde Dilfer in San Francisco entlassen, woraufhin er am 9. Juli 2008 sein Karriereende erklärte.

## Ehrungen
Dilfer spielte in einem Pro Bowl. 2001 gewann er die Quarterback Challenge.

## Abseits des Spielfelds
Dilfer ist verheiratet und hat drei Töchter. Sein Sohn starb 2003 nach langer Krankheit. In der NFL gilt Dilfer als einer der besten Lehrer für Nachwuchsquarterbacks. Der sehr religiöse Baptist Dilfer ist sozial engagiert und sammelt Geld für gemeinnützige Organisationen. Er arbeitet seit dem 14. Juli 2008 als Analyst für Footballspiele beim Fernsehsender ESPN.
Seine drei Töchter spielten alle Volleyball für die Teams ihre jeweiligen Universität. Seine mittlere Tochter Tori schaffte den Sprung in den Profibereich und sogar in die Nationalmannschaft. Trent Dilfer engagiert sich zudem als Gründungspartner bei der 2022 gegründeten und 2024 gestarteten US-Profiliga Pro Volleyball Federation.